# Centro de Investigaciones Interdisciplinarias en Ciencias y Humanidades
El Centro de Investigaciones Interdisciplinarias en Ciencias y Humanidades (CEIICH-UNAM) es una entidad académica de la Universidad Nacional Autónoma de México, que pertenece a la Coordinación de Humanidades. Los objetivos generales de este centro de investigación consisten en integrar, coordinar, promover y realizar proyectos académicos interdisciplinarios en los campos de las ciencias y las humanidades.

## Historia
En enero de 1986, fue creado el Centro de Investigaciones Interdisciplinarias en Humanidades (CIIH). Desde este centro de investigaciones se impulsó el estudio sistemático de las entidades federativas de México. En un principio, el CIIH solo contaba con seis investigadores apoyados con 14 técnicos académicos de la UNAM, cuyas actividades se llevaban a través de siete seminarios permanentes.
En abril de 1995, el CIIH amplía sus funciones e integra también a las disciplinas científicas, cambiando su nombre a Centro de Investigaciones Interdisciplinarias en Ciencias y Humanidades, el cual todavía mantiene.
El CEIICH se ha dedicado a la investigación interdisciplinaria desde sus orígenes, buscando nexos entre diferentes disciplinas científicas, sociales y humanísticas.